# Carlos Spadone
Carlos Pedro Spadone (Mendoza, 16 de septiembre de 1937) es un empresario y político argentino identificado por su desempeño como asesor con rango de secretario de Estado ad honorem del presidente Carlos Menem al comienzo de su primer mandato (1989-1995) y como gran influyente en la cultura argentina y en el mundo del espectáculo.

### Década de los 70's
En noviembre de 1971, Spadone fundó la revista partidaria justicialista Las Bases, una empresa comercial llamada "Gartex SA" alquilando la oficina de redacción en la calle Maipú 73, Capital Federal. En diciembre de 1974, José López Rega -secretario privado de María Estela Martínez de Perón-, le exigió que entregara las acciones de la empresa editora de la revista. 
Fue secretario político del Consejo Nacional Justicialista y fundó, por pedido del expresidente Juan Domingo Perón, el Ente Institucional de Dirigentes de Empresas (EDIDE). Realizó su lanzamiento en lo que se llamó el centro municipal de Exposiciones de la Ciudad de Buenos Aires (actual Centro de Convenciones).Ese salón era el que albergaba la mayor cantidad de personas de la Ciudad de Buenos Aires. El evento trató de una cena a la que concurrieron alrededor de 10 mil personas. El EDIDE agrupó a los empresarios más importantes y destacados, además de dirigentes sindicales, miembros de la Iglesia, de la Justicia y de las Fuerzas Armadas; y personas apolíticas reconocidas como artistas, hombres de la ciencia, entre otras personas con vocación política. El Consejo Superior del EDIDE eligió a Carlos Pedro Spadone, su creador, como su presidente. Como vicepresidente primero fue elegido el fraile franciscano Jesús Rodríguez, decano de la Universidad de Mendoza. Como vicepresidente segundo, un secretario general del Sindicato de Trabajadores de la Televisión, Ferradas Campo. Como vicepresidente tercero, el teniente coronel Salvador Laroca en actividad. Fueron directores ejecutivos los presidentes de las más importantes firmas industriales y comerciales de Argentina. El fin del EDIDE era crear un plan de gobierno y el equipo para cuando asumiera al gobierno Juan Domingo Perón, que no pudo realizarse por el fallecimiento del expresidente.

## Empresario vitivinícola
Como empresario del vino, compró la bodega Pincolini en Luján de Cuyo, Vistalba, Mendoza. Adquirió una segunda bodega de la empresa familiar que fundara don Saúl Menem (padre), a la que rebautizó Bodegas San Huberto (marca adquirida al grupo francés Calvet. En septiembre de 2003 compró en China su tercer bodega, la que vendió luego a directivos chinos que integraban la Sociedad, quedando con el 10% de las acciones hasta el presente. 
Actualmente elabora y distribuye las marcas "Gran Nina", "Nina Gold", "Nina Natural" en homenaje a su madre. También la marca "Premium Aminga", "San Huberto Joven", "San Huberto Clásico", "Ugarteche", "Cabo de Hornos", "Don Carlos", "Sade", entre veinte marcas más que se comercializan en todo el país y en el exterior. 
Fue presidente de la Cámara Argentino-China de la Producción, la Industria y el Comercio.

## Perfil empresario
Creó su primer empresa elaboradora de la única lana de acero inoxidable con detergente y Utrón. La importante fábrica de lana de acero creció hasta tener el 50% del mercado. El otro 50% era de la empresa "Superlana" de los hermanos Lecont con quien Spadone se unió para explotar en conjunto la marca "Virulana", cubriendo el 100% del mercado. Finalmente esta empresa fue vendida en su totalidad al grupo francés Spontex del magnate Gerome Seidú. Carlos Pedro Spadone sigue manifestando su arrepentimiento por haber vendido su participación en la empresa.  
Adquirió la industria fideera (Ex Grasso SA) produciendo los renombrados fideos GustoUno, Fiumiccino, entre varias marcas.
Importó 300 máquinas expendedoras de jugos de fruta, las que fueron distribuidas en comercios en Capital Federal y en el Interior del país las cuales les proveía del extracto concentrado de naranja y pomelo. 
También importó 300 máquinas de revolucionario sistema Premix con las que se vendían bebidas gaseosas expendidas en vasos, como en los fast food actuales. Con estas máquinas entendió no poder competir con Pepsi ni Coca Cola, vendiendole a esta última a sus embotellladores de Ranelagh, provincia de Buenos Aires, la empresa Reginard Lee, a la embotelladora de Coca Cola de Mar del Plata "Refrescos del Sur", a la embotelladora de Rosario "Rosario Refrescos". 
Compró el teatro cómico en la avenida Corrientes, al que luego llamó Lola Membrives, haciendo honor a esa importante artista española. Luego compró al grupo Lococo el cine Metropolitan, también de la calle Corrientes, transformándolos en dos teatros: Metropolitan 1 y 2. También le compró al sr Cabuli la empresa Tricine SA propietaria de los cines Neptune, Lido, Astor, realizando en su lugar dos teatros y una galería comercial que comunicaba las calles Santa Fe, San Martín y Santiago del Estero. Por esta última compró al sr García el teatro Tronador y luego en sociedad compró los teatros Roxy y Radio City en la calle San Luis (estos últimos ubicados en Mar del Plata). 
Como dice en su libro "La culpa la tuvo el chancho" publicado por Planeta, introdujo a la Argentina en aquel momento el desconocido fruto Kiwi, importando sus plantas de Nueva Zelanda y convirtiendo el primer vivero de esas plantas que se vendieron luego principalmente en Baradero, Campana y Mar del Plata.
Refundó el diario "La Razón" convirtiéndolo en el primer diario de distribución gratuita en el mundo, distribuyéndose en trenes, subtes, peajes, líneas aéreas y en líneas de pasajeros de larga distancia. Se hacían un total de 240 mil ejemplares diarios.
Adquirió un predio de 11 hectáreas en avenida Panamericana y Camino 197 donde creó la actual logística "Terminal Panamericana SA". 
Se presentó a la licitaciones de Cajas PAN (Plan Alimentario Nacional) que distribuía el gobierno radical de Raúl Alfonsín en millones de unidades las que contenían 14 productos comestibles. Se realizaban licitaciones mensuales, ganadas por precio y calidad por el Grupo Spadone. 
Carlos Pedro Spadone formó un grupo llamado "Nahuel SAT SA" para lanzar al espacio el primer satélite de comunicaciones de televisión, radio y otras ondas. Lo integraron la empresa italiana ALENIA, la alemana DORNIEK del grupo Mercedez Benz, la francesa ALCATEL, la uruguaya ANTEL, y el Grupo Spadone. Durante del gobierno de Carlos Saúl Menem se licitó este proyecto para que postulantes compitieran por precio y calidad. Esta licitación tuvo la originalidad de ser la primera y única en la que el ganador lo eligió una computadora, sacando Nahuel SAT el 8,9 aventajando a los otros tres competidores. El satélite fue lanzado el 30 de enero de 1991 en las islas caribeñas. El Grupo Spadone creó el canal de cable "Cable Total" en Capital Federal compitiendo con Multicanal de Clarín, Cablevisión de Eurnekián, VCC de Liberman y Buenos Aires Cable de Romay. Luego crearon los canales satelitales "TVA Televisión Argentina" y el canal "Sólo Tango", primer canal de transmisión continua las 24 horas únicamente de tangos y milongas. 
Creó en Chubut las radios "FM Tiempo" y "FM Madryn".

## Etapa política
En 1966 -durante el mandato presidencial de Arturo Illia (1900-1983)- vendió productos de limpieza de su fabricación a "Puestos Grises" del Municipio de la Ciudad de Buenos Aires.
Desde 1969 a 1973 asesoró al expresidente Juan Domingo Perón -exiliado en España- sobre la política del Mercado Común Europeo. Desde esa época está vinculado con el Partido Justicialista.
En 1983 junto con Lorenzo Miguel (vicepresidente del Partido Justicialista) comenzaron a reunir y a congregar peronistas al partido que había quedado desintegrado por la Revolución de 1976. En los 80 junto con Carlos Ruckauff participaron de la interna del justicialismo por la Capital Federal con su lista azul y blanca compitiendo con la lista verde, de la cual era titular Carlos Grosso. La lista azul y blanca salió ganadora por una enorme cantidad de votos a favor. En ese mismo año en su teatro Lola Membrives se llevó a cabo el cónclave en el que se decidió la fórmula Italo Luder y Deolindo Bittel que fueron los candidatos del Frejuli a presidente y vice en las elecciones de octubre, como también que Herminio Iglesias fuera el candidato a gobernador de la provincia de Buenos Aires. Por decisión de Lorenzo Miguel se ignoró a Antonio Cafiero como presidente. Cafiero se negó a postularse como gobernador de la provincia de Buenos Aires y por ese error, no atribuible a Spadone, el justicialismo pagó caro: fue una derrota anunciada, el triunfo de Raúl Alfonsín quedaba así casi asegurado. Los que conformaban la lista de directivos que representó al partido en aquel momento recriminó a Antonio Cafiero por no haber aceptado ser candidato a gobernador de la provincia de Buenos Aires, por su ambición de ser únicamente candidato a presidente. En conclusión, se rumoreó que Antonio Cafiero fue responsable de la derrota ante Alfonsín. La prueba está que en los próximos cuatro años, Antonio Cafiero fue electo como gobernador de la provincia de Buenos Aires contra el radical Armendariz en su carrera a la reelección.
En 1989, Carlos Spadone rechazó el ofrecimiento para ser candidato a presidente del «Partido Blanco de los Jubilados». Ese mismo año adquirió los diarios Jornada (en Trelew) y La Razón (desde Buenos Aires a todo el país).
Desde 1990 fue asesor ad honorem del presidente Carlos Menem y fue presidente la Comisión Nacional de la Paz realizando el primer trabajo importante con todas las comunidades religiosas del país cuyo lanzamiento se realizó en la Quinta de Olivos el 16 de septiembre de 1991 creando la canción de la Paz. 

## Influyente en la cultura popular argentina
Produjo las obras de teatro: "El Diluvio que viene", "Rugantino", "Cats", "Annie", "Kiss", "Shirley Valentine", "Sugar", "Moly Brown", "El Beso de la Mujer Araña", "Trampo Mortal", "Dando Pasos", "Piel de Judas"  y cincuenta exitosas obras más.